# 초고속도 항성

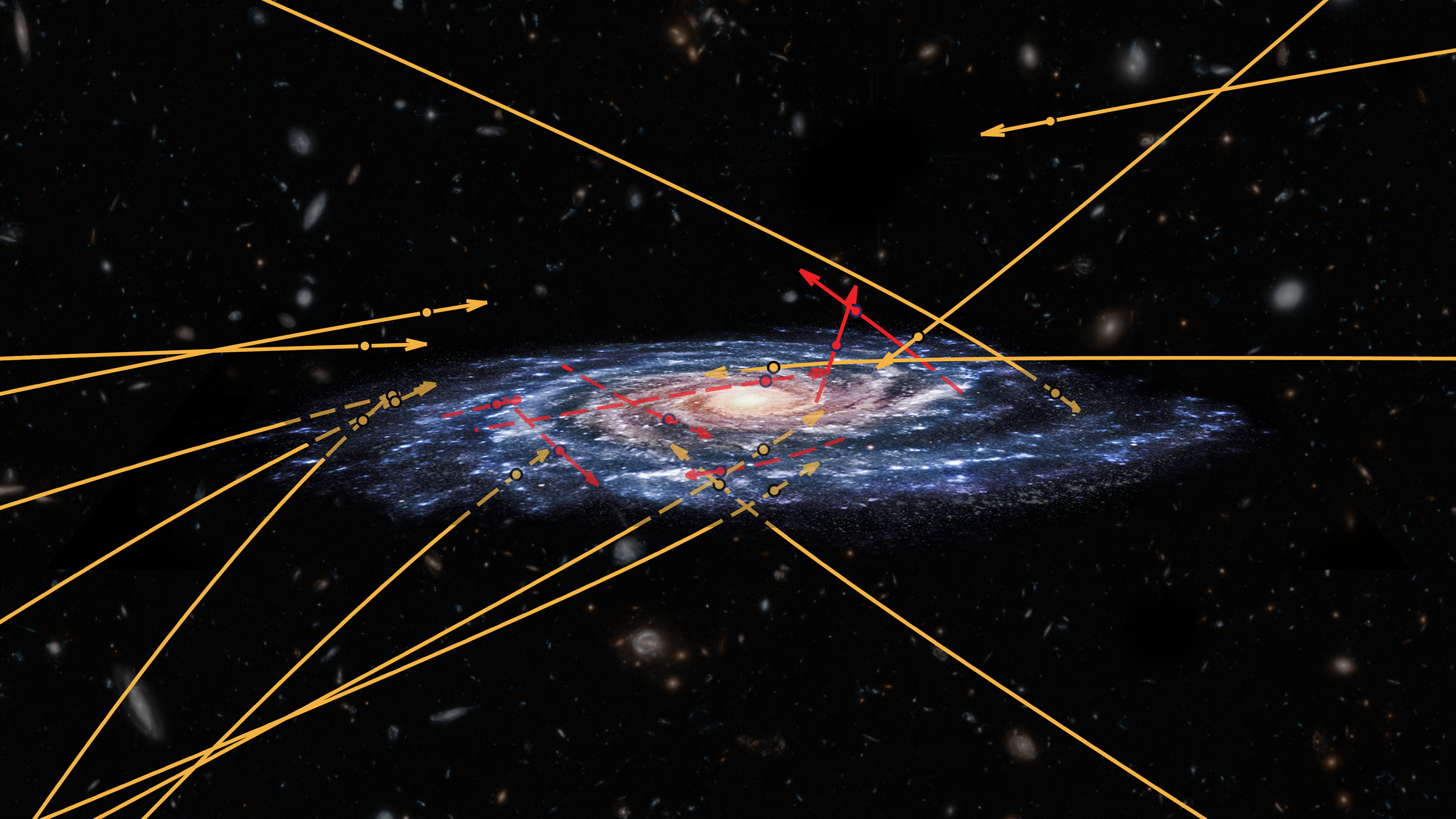

초고속도 항성(이하 HVS)은 이동 속도가 매우 빨라서 우리 은하의 중력을 이겨내고 탈출할 정도가 되는 항성을 말한다. 따라서 '탈출성'(Exiled Stars)으로 부르기도 한다. 은하 내 보통 별들의 이동 속도는 초당 100 킬로미터 정도인데, 초고속도 항성들(특히 은하 중심부 근처에 있는 별들)은 초속 1000 킬로미터 이상 속도를 갖고 있다.

## 관측적 증거
1988년 J. 힐스가 HVS의 존재를 최초로 이론화했다. 현재까지 밝혀진 HVS는 모두 열 개이다. 2005년 최초로 발견된 초고속도 항성은 대마젤란 성운에서 탈출했는데, 이 별의 존재는 하버드-스미소니언 천체물리학 센터의 에델만, 워렌 브라운 연구진이 알아냈다. 2006, 2007년에 걸쳐 워렌 브라운 연구진은 일곱 개의 HVS를 더 발견했다. 이들은 지구에서 5만 파섹 이상 떨어져 있으며, 은하계의 중력적 속박에서 탈출해 있는 상태이다.

## 우리 은하 내 초고속도 항성의 숫자
대략 우리 은하 내 1천 개 정도가 있을 것으로 예상하고 있다. 은하 내 1천 억 개 정도의 별에 비하면 이는 아주 미미한 비율이다.

## 생성 과정

### HVS 탈출 기구
HVS가 생겨나는 과정은 다음과 같다. 이들은 원래 쌍성으로, 은하 중심부에 있는 초대질량블랙홀을 스쳐 지나갔으며, 스치는 과정에서 두 별 중 하나는 블랙홀에 붙잡히지만 다른 하나는 가속을 받아서 블랙홀로부터 탈출하게 된다. 물론 여기서 '붙잡힌다'는 블랙홀에 꼭 빨려 들어간다는 것을 의미하지는 않는다.
알려져 있는 HVS들은 태양 질량 수 배 정도 되는 주계열성들이다.

### 왜소 은하 병합
아르헨티나 코르도바 천문대 연구팀은 초고속도 항성들이 우리 은하와, 우리 은하 주위를 도는 왜소 은하가 서로 부딪히는 과정에서 생겨난다고 보았다. 은하 주위를 도는 왜소 은하는 은하 중심부를 통과한 적이 있는데, 이 과정에서 극심한 중력의 영향을 받게 된다. 이 힘으로 말미암아 왜소 은하를 구성하고 있던 항성들에 막대한 에너지가 공급되며, 이들은 왜소 은하의 중력적 속박에서 벗어나 우주 공간으로 탈출하게 된다는 것이다.

### 비대칭 초신성
몇몇 중성자별들은 우주 공간을 높은 속도로 움직이는데, 이들은 HVS 또는 HVS 탈출 기구와는 관련이 없다. 중성자별들은 초신성 폭발의 잔해로 이들의 빠른 속도는 비대칭 초신성 폭발의 결과물일 가능성이 높다. 2007년 중성자별 RX J0822-4300의 운동 양상을 찬드라 엑스선 우주 망원경으로 관측한 결과, 시간당 3백만 마일을 이동하고 있는 것으로 측정되었는데, 이 별은 비대칭 초신성 폭발로부터 생겨난 것으로 생각된다.

## 대표적인 초고속도 항성(HVS)
- HVS 1 - (SDSS J090744.99+024506.8) ('버림받은 별'이라는 이름도 있다)
- HVS 2 - (SDSS J093320.86+441705.4) (US 708로도 불린다)
- HVS 3 - (HE 0437-5439) (대마젤란 성운에서 탈출한 것으로 추측됨)
- HVS 4 - (SDSS J091301.00+305120.0)
- HVS 5 - (SDSS J091759.42+672238.7)
- HVS 6 - (SDSS J110557.45+093439.5)
- HVS 7 - (SDSS J113312.12+010824.9)
- HVS 8 - (SDSS J094214.04+200322.1)
- HVS 9 - (SDSS J102137.08-005234.8)
- HVS 10 - (SDSS J120337.85+180250.4)

## 같이 보기
- 폭주성
- 다체 문제